# L'Odyssée (mini-série)
Pour les articles homonymes, voir Odyssée et The Odyssey.
L'Odyssée (The Odyssey) est une mini-série américaine réalisée par le réalisateur russe Andreï Kontchalovski d'après le poème épique d'Homère et diffusée en 1997. Il compte Francis Ford Coppola parmi ses producteurs exécutifs.

## Synopsis
Après la prise de Troie, Ulysse pense à rentrer chez lui à Ithaque, qu'il a quittée depuis dix longues années en y laissant sa femme Pénélope. En chemin, il doit affronter le Cyclope mangeur d'hommes, Circé la magicienne, les monstres Charybde et Scylla, et l’irrésistible Calypso. Grâce aux interventions de la déesse Athéna, Ulysse arrive enfin dans son royaume où d'autres ennuis l'attendent. Un groupe de vils prétendants, croyant Ulysse mort, fait acte d'assiduité dans le palais royal pour se disputer la main de son épouse Pénélope.

## Fiche technique
- Titre original : The Odyssey
- Titre français : L'Odyssée
- Réalisation : Andreï Kontchalovski
- Scénario : Chris Solimine et Andreï Kontchalovski, librement inspiré du poème épique d'Homère
- Directeur de la photographie : Sergei Kozlov
- Création des décors : Roger Hall
- Décorateur de plateau : Karen Brookes
- Montage : Michael Ellis, A.C.E.
- Chargé de production : Chris Thompson
- Costumes : Steve Kirkby & Allison Wyldeck
- Effets Spéciaux : Mike McGee, John Stephenson
- Création des créatures : The Jim Henson's Creature Shop
- Direction artistique : John King, Anne Seibel
- Casting É.-U. : Lynn Kressel, C.S.A.
- Casting R.-U. : Noel David
- Musique : Edouard Artemiev
- Production : Hallmark Entertainment & American Zoetrope Production San Francisco
- Produit par Dyson Lovell, producteurs exécutifs : Robert Halmi Sr, Francis Ford Coppola, Fred Fuchs, Nicholas Meyer
- Pays : Allemagne, États-Unis, Grèce, Grande-Bretagne, Italie
- Genre : Aventure fantastique
- Durée : 172 minutes
- Dates de premières diffusions : 
  -  États-Unis : 18 mai 1997 et 19 mai 1997 sur NBC

## Distribution
- Armand Assante : Ulysse
- Greta Scacchi : Pénélope
- Isabella Rossellini : Athéna
- Bernadette Peters (VF : Natacha Muller) : Circé
- Eric Roberts : Eurymaque
- Irene Papas : Anticlée
- Jeroen Krabbé : Roi Alcinous
- Geraldine Chaplin (VF : Véronique Augereau) : Euryclée
- Christopher Lee : Tirésias
- Vanessa Lynn Williams (VF : Emmanuèle Bondeville) : Calypso
- Nicholas Clay : Menelasus
- Adoni Anastassopoulos : Périmède
- Paloma Baeza : Melanthe
- William Houston : Anticlus
- Freddy Douglas (VF : Guillaume Lebon) : Hermès

## Autour de la mini-série
La mini-série a été tournée à Malte et en Turquie. En particulier, le site impressionnant de Pamukkale fut choisi pour représenter l'île d'Ogygie où vit Calypso.